# New South Wales Golf Club
New South Wales Golf Club – pole golfowe w aglomeracji Sydney (w dzielnicy La Perouse obszaru samorządowego Randwick). Projekt pola golfowego stworzył pod koniec 1926 roku Alister MacKenzie. Otwarcia obiektu dokonano 23 czerwca 1928 roku, choć nie był on jeszcze wówczas w pełni ukończony. W późniejszym czasie kilkukrotnie dokonywano także pewnych korekt i modernizacji. W rankingu Golf Digest z maja 2012 roku pole zajmowało 25. miejsce w klasyfikacji obiektów spoza Stanów Zjednoczonych.